# Segunda Batalha do Isonzo
A Segunda Batalha do Isonzo foi uma luta travada entre o Reino de Itália e o Império Austro-Húngaro, no contexto do fronte italiano na Primeira Guerra Mundial, entre 18 de julho e 3 de agosto de 1915.

## A batalha
Duas semanas após o fracasso da Primeira Batalha do Isonzo, o marechal Luigi Cadorna (comandante-em-chefe das forças italianas) organizou um novo ataque contra os austro-húngaros, usando maciça infantaria e uso pesado de artilharia. Cadorna mobilizou uma grande tropa, mas esta estava mal equipada e preparada.
Os italianos avançaram sob cobertura de artilharia pesada. No planalto de Carso, houve grandes combates corpo a corpo e a luta ficou violenta rapidamente em toda a frente do Isonzo. Ambos os lados sofreram pesadas baixas, mas um corpo do exército húngaro bateu em retirada, abrindo uma brecha. A 25 de julho de 1915, uma semana após o começo da ofensiva, os italianos tomaram a floresta de Cappuccio e dominaram a aérea de Gorizia da Sud. Já o importante monte San Michele foi tomado também pelos italianos, mas um contra-ataque os forçaram a recuar.
Já nos alpes Julianos, a cidade de Kobarid, uma área bem estratégica, foi tomada pelos italianos.
Após quase três semanas de ofensivas, ambos os lados estavam exauridos e cansados, com enormes faltas de materiais e com desfalques nas suas fileiras devido as perdas sofridas nos combates contínuos. A batalha terminou com os italianos conquistando várias posições do inimigo, mas não conseguiram romper suas linhas. Cerca de 41 000 militares italianos e 46 000 austro-húngaros foram mortos ou feridos na luta.